# Беріо Шарль Огюст
Шарль Огуст де Беріо (20 лютого 1802 року, Левен, Бельгія — 8 квітня 1870 року, Брюссель) — бельгійський скрипаль, композитор і педагог. Був одним з найбільших вертуозів першої половини XIX століття. Називався «суперником Паганіні».

## Творчість
Беріо вдосконалив скрипичні прийоми, що існували до того, але були маловживаними. Одночасно з Нікколо Паганіні ввів ув ужиток флажолетні тони. Учень П. Байо. До його школи належать Анрі В'єтан, Гіс, Ф. Прюм, А. Контський, Ю. Леонар, Е. Соре та інші.
1831 року здійснив артистичне турне по Європі з відомою співачкою Марією Малібран, яка 1835 року, після розлучення зі своїм першим чоловіком, стала його дружиною. Їхній син, Шарль Вільфрід де Беріо, став відомим у Франції піаністом і композитором. 1843 року Беріо став професором Брюссельської консерваторії. 1852 року почав сліпнути й покинув роботу в консерваторії.
Музичні твори Беріо — 10 концертів, арії з варіаціями, етюди, фортепіанні тріо, дуети для скрипки і фортепіано. Його гра відзначалася співучісттю, блиском, елегантністтю.

## Твори
- Méthode de violon, pt. 1—3, P., 1858.